# Kenny Solomon
Kenneth „Kenny” Solomon (ur. 8 października 1979) – południowoafrykański szachista i trener szachowy (FIDE Trainer od 2005), arcymistrz od 2015 roku.

## Kariera szachowa
W latach 1995–1997 trzykrotnie reprezentował narodowe barwy na mistrzostwach świata juniorów w kategoriach do 16 i 18 lat. W 1998 r. zajął III m. (za Amorinem Agnello i Watu Kobese) w turnieju strefowym (eliminacji mistrzostw świata) w Gautengu oraz zdobył brązowy medal indywidualnych mistrzostw RPA. W tym samym roku zadebiutował w reprezentacji kraju na szachowej olimpiadzie (do 2014 r. w turniejach olimpijskich uczestniczył dziewięciokrotnie). W 2003 r. zwyciężył w mistrzostwach Republiki Południowej Afryki oraz podzielił II-V m. (za Essamem El Gindym, wspólnie z Ahmedem Adlym, Amonem Simutowe i Adlane'em Arabem) w rozegranych w Abudży indywidualnych mistrzostwach Afryki. W 2004 r. wystąpił w Trypolisie w pucharowym turnieju o mistrzostwo świata, w I rundzie przegrywając z Aleksandrem Griszczukiem. W 2007 r. zwyciężył w turnieju South African Open w Kapsztadzie, natomiast w 2010 r. podzielił IV m. (za Andriejem Kowaliowem, Zoltánem Vargą i Miguelem Munozem Pantoją, wspólnie z Attilą Czebe) w kołowym turnieju First Saturday (edycja FS05 GM) w Budapeszcie. W 2014 r. podzielił I m. (wspólnie z m.in. Aleksą Strikoviciem) w turnieju Capablanca Chess Festival w Pretorii oraz zdobył w Windhuku tytuł indywidualnego mistrza Afryki.
Najwyższy ranking w dotychczasowej karierze osiągnął 1 stycznia 2012 r., z wynikiem 2461 punktów zajmował wówczas 1. miejsce wśród południowoafrykańskich szachistów.